# Jerzy Kajetanowicz
Jerzy  Kajetanowicz (ur. 1954) – polski historyk, profesor nauk humanistycznych, pułkownik Wojska Polskiego, profesor w Uniwersytecie im. Jana Długosza w Częstochowie.
Specjalizuje się w najnowszej historii wojskowości oraz historii Polski i powszechnej XX wieku. Ukończył II Liceum Ogólnokształcące w Świdnicy (1973), Wyższą Szkołę Oficerską Wojsk Pancernych im. Stefana Czarnieckiego i Uniwersytet im. Adama Mickiewicza w Poznaniu (1977). Doktorat obronił w 1996, a habilitację w 2003. Tytuł naukowy profesora uzyskał w 2015. W latach 2004–2007 był kierownikiem Zakładu Metodologii Badań Akademii Obrony Narodowej, a w latach 2012–2016 kierownikiem Zakładu Współczesnych Stosunków Międzynarodowych i Studiów Europejskich oraz Zakładu Geopolityki i Współczesnych Konfliktów w Instytucie Nauk Politycznych i Bezpieczeństwa Akademii im. Jana Długosza. W latach 2018–2019 pełnił funkcję kierownika Zakładu Nauk o Obronności w Instytucie Nauk Społecznych i Bezpieczeństwa Uniwersytetu Humanistyczno-Przyrodniczego im. Jana Długosza w Częstochowie.

## Ważniejsze publikacje
- Bojowe wozy piechoty (1995)
- Wozy bojowe i pojazdy wsparcia produkowane w Polsce w okresie powojennym (1998)
- Oficerowie piechoty, wojsk pancernych i zmechanizowanych Śląskiego Okręgu Wojskowego 1945-1961 (1999)
- Oficerskie szkoły piechoty w Polsce. Zarys dziejów (współautor, 2001)
- Polskie wojska lądowe w latach 1945–1960 : skład bojowy, struktury organizacyjne i uzbrojenie (2002)
- Wojska lądowe w wojnach lokalnych XX wieku (współautor; 2005)
- Działania wojenne, pokojowe i stabilizacyjne prowadzone w warunkach szczególnych w XX i XXI wieku (współautor; 2007)
- Wojsko Polskie w systemie bezpieczeństwa państwa 1945-2010 (2013)
- Bezpieczeństwo współczesnego świata. Międzynarodowe uwarunkowania polityczne i wojskowe (współautor i redakcja, 2013)
- Transporter opancerzony SKOT (2018)
- Polska w sojuszach polityczno-wojskowych 1919-2019 (współautor i redakcja, 2021)
- Polskie wojska specjalne 1941-2021 (2021)